# Kiermiek
Kiermiek (ros. Кермек) – osiedle w Rosji, w obwodzie rostowskim, w rejonie salskim. W 2010 liczyło 207 mieszkańców.